# 洛伦佐·瓦拉

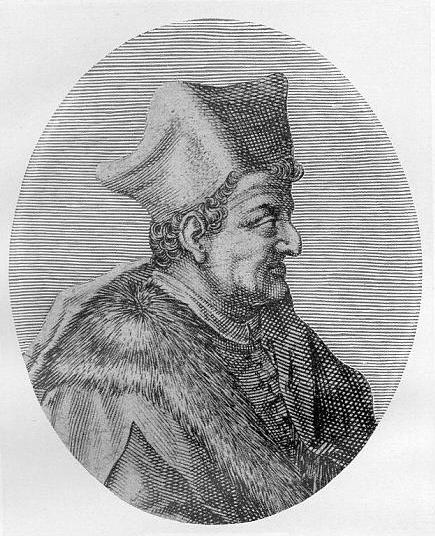
洛伦佐·瓦拉

洛伦佐（或劳伦蒂乌斯）·瓦拉（義大利語：Lorenzo Valla，1407年—1457年8月1日）是一位意大利的人文学者、雄辩家和教育家，神職人員，曾任職教宗秘書。他的家族来自皮亚琴察；他的父亲卢卡·德拉瓦拉是一名律师。以发现君士坦丁献土为伪造而知名。
洛伦佐·瓦拉是那不勒斯人。青年时代曾多次漫游意大利，后又多年担任那不勒斯国王阿方索的秘书。曾根据国王旨意，撰写《阿拉冈国王斐迪南史》三卷。但其代表作是《论伪造君士坦丁赠与》一书。此书1440年写成，1517年首次由乌尔利希·封·胡登秘密出版。他运用精湛的语言学知识，证明《君士坦丁赠与》所使用的拉丁语，是8世纪中期的而不是4世纪初年君士坦丁大帝时代的拉丁语，指出它是一个伪造的文件，为后来的史料批判学奠定了基础。